# Liste der denkmalgeschützten Objekte in St. Veit im Mühlkreis
Die Liste der denkmalgeschützten Objekte in St. Veit im Mühlkreis enthält die 5 denkmalgeschützten, unbeweglichen Objekte der Gemeinde St. Veit im Mühlkreis in Oberösterreich (Bezirk Rohrbach).

## Denkmäler
| Foto  |                 | Denkmal                                                                | Standort                                  | Beschreibung | Metadaten |
| ----- | --------------- | ---------------------------------------------------------------------- | ----------------------------------------- | --- | --- |
| ja    | Datei hochladen | Kath. Pfarrkirche hl. Vitus HERIS-ID: 18125 Objekt-ID: 14417           | Schnopfhagenplatz 1 Standort KG: St. Veit | Die Pfarrkirche mit romanischen Resten ist ein von der Spätgotik geprägter Kirchenbau mit frühgotischem Turm und vollständig erhaltener, späthistoristischer Einrichtung. | BDA-Hist.: Q37843818 Status: § 2a Stand der BDA-Liste: 2025-06-30 Name: Kath. Pfarrkirche hl. Vitus GstNr.: 1809/3 Pfarrkirche St. Veit im Mühlkreis |
| ja    | Datei hochladen | Pfarrhof HERIS-ID: 18126 Objekt-ID: 14418                              | Schnopfhagenplatz 1 Standort KG: St. Veit | Der Pfarrhof mit Bauteilen aus dem 18. und 19. Jahrhundert ist eine mächtige Rechteckanlage mit Wohnhaus und ehemaligen Wirtschaftstrakten. Das zweigeschoßige Haupthaus besitzt ein Walmdach und eine Putzrahmengliederung. | BDA-Hist.: Q37843835 Status: § 2a Stand der BDA-Liste: 2025-06-30 Name: Pfarrhof GstNr.: 1814/2                                                      |
| ja    | Datei hochladen | Mariensäule HERIS-ID: 18124 Objekt-ID: 14416                           | Schnopfhagenplatz 1 Standort KG: St. Veit | Die Mariensäule am Kirchenvorplatz besteht aus einer toskanischen Säule (1738) und einer Marienfigur aus der Mitte des 20. Jahrhunderts. | BDA-Hist.: Q37843799 Status: § 2a Stand der BDA-Liste: 2025-06-30 Name: Mariensäule GstNr.: 1809/3                                                   |
| ja BW | Datei hochladen | Ehem. Schnopfhagen-Schule HERIS-ID: 25371 Objekt-ID: 21797             | Schnopfhagenplatz 2 Standort KG: St. Veit | Eine Volksschule wurde in St. Veit erstmals 1644 erwähnt, der Umbau des alten Schulhaus erfolgte 1854. 1947 wurde die Schule renoviert und 1949 in Hans Schnopfhagen Schule benannt. 1978 erfolgte der Neubau der Volksschule, im ehemaligen Schulhaus wurde eine Elektriker-Firma untergebracht. | BDA-Hist.: Q37892993 Status: Bescheid Stand der BDA-Liste: 2025-06-30 Name: Ehem. Schnopfhagen-Schule GstNr.: .163                                   |
| ja    | Datei hochladen | Heimatmuseum, ehem. Zulehner-Hofstatt HERIS-ID: 18127 Objekt-ID: 14419 | Schnopfhagenplatz 4 Standort KG: St. Veit | Das schmale, langgestreckte Gebäude, die Zulehner-Hofstatt, wurde 1910 errichtet und hat eine späthistoristische Fassade mit geschweiftem Knickgiebel und einem Balkon mit feinteiligem Gitter. Es beherbergt das Heimatmuseum der Gemeinde und diente zwischen 1954 und 1982 als Gemeindeamt. Im Inneren befindet sich ein Gedenkraum für den in der Gemeinde verstorbenen Suso Waldeck. Anmerkung: Bis 2022 war fälschlicherweise dasselbe Objekt unter dem Namen Altes Amtshaus und falscher Grundstücksnummer 1798/1 ebenfalls geschützt. | BDA-Hist.: Q37843852 Status: § 2a Stand der BDA-Liste: 2025-06-30 Name: Heimatmuseum, ehem. Zulehner-Hofstatt GstNr.: 1798/3                         |

## Ehemalige Denkmäler
| Foto |                 | Denkmal                                                 | Standort                                  | Beschreibung                                                                                              | Metadaten                                                                                                 |
| ---- | --------------- | ------------------------------------------------------- | ----------------------------------------- | --- | --- |
| BW   | Datei hochladen | Altes Amtshaus HERIS-ID: 38449 Objekt-ID: 38021bis 2022 | Schnopfhagenplatz 3 Standort KG: St. Veit | Bis 2022 fälschlicherweise als geschützt gelistet, handelt es sich nur um ein Duplikat des Heimatmuseums. | BDA-Hist.: Q37981060 Status: Bescheid Stand der BDA-Liste: 2022-07-01 Name: Altes Amtshaus GstNr.: 1798/1 |